# Gertrude Godwyn Bunzel
Gertrude Godwyn Bunzel (geboren am 10. Januar 1910 in Wien als Gertrude Goldschmied; gestorben 1986) war eine US-amerikanische Choreographin und Tanzpädagogin österreichischer Herkunft, die in ihrer Zeit als Tänzerin auch unter dem Namen Trude Godwyn auftrat. Sie leistete Pionierarbeit in der Tanztherapie.

## Herkunft
Gertrude Goldschmied wurde 1910 als einziges Kind von Edmund Goldschmied und Irene Bodanzky in eine jüdische Familie geboren, die mehrere namhafte Persönlichkeiten der Musik hervorbrachte. Der Dirigent Artur Bodanzky war ihr Onkel mütterlicherseits, der Komponist Arnold Schönberg ein entfernterer Onkel. Ihr Vater war ebenfalls musikalisch gebildet und Inhaber eines Bekleidungsgeschäfts. Beide Eltern wurden später von den Nationalsozialisten nach Theresienstadt deportiert und überlebten das Konzentrationslager nicht.

## Leben
Als junges Mädchen besuchte sie ein Realgymnasium im Schwarzwald. Von 1927 bis 1928 war sie Schülerin bei Gertrud Bodenwieser an der Akademie für Musik und Darstellende Kunst, 1928 erhielt sie ein staatliches Zeugnis im Rahmen der Lehrerausbildung am Pädagogischen Institut der Stadt Wien. Nach ihrer künstlerischen Abschlussprüfung setzte sie ihre Tanzausbildung bei Gertrud Kraus in Wien und Rudolf von Laban in Würzburg fort. Auf dem Münchner Tanzkongress 1929 gewann sie den ersten Preis. Ihren ersten Auftritt mit Gertrud Kraus’ Tanzgruppe hatte sie im Rahmen der US-Tournee von Max Reinhardts Inszenierung von Karl Gustav Vollmoellers Mirakel. 1934/35 war sie Tänzerin und Choreographin an der Volksoper Wien, danach folgten Tourneen als Solotänzerin durch Deutschland, die Niederlande, die Tschechoslowakische Republik, Ungarn, Italien und die USA. 1936 nahm sie an einem künstlerischen Austauschprogramm in Amsterdam teil, im Jahr darauf tanzte sie in den Niederlanden in Carel Voorhoeves Doctor Johann Faustus. Seit 1936 unterrichtete sie am Lutway-Patonay-Konservatorium in Wien. Im Jahr 1938 heiratete sie den Sozialwissenschaftler Joseph Hans Bunzel. Als nach dem Anschluss Österreichs an das nationalsozialistische Deutschland im März des Jahres alle jüdischen Lehrer und Schüler des Konservatoriums entlassen wurden, gelang ihr zunächst im Juni mit anderen Tänzern und Kabarettisten – darunter Fred Berk – die legale Ausreise nach Zürich, im Herbst dann weiter nach Paris. Zusammen mit ihrem Ehemann emigrierte sie schließlich 1939 in die USA.
In den Vereinigten Staaten baute sie sich mit ihrem Mann ein neues Leben auf. Nachdem sich beide zunächst als Haushälter in einem Verbindungshaus durchgeschlagen hatten, arbeitete sie von 1940 bis 1944 als Tanzlehrerin und Freizeitbetreuerin in verschiedenen Lagern und Schulen, unter anderem in Baltimore und Pittsburgh. Von 1944 bis 1955 wirkte sie am Carnegie Institute of Technology der Carnegie Mellon University, wo sie Assistant Professor für Gruppenbewegung wurde. Anschließend wechselte sie an das Richmond Professional Institute in Richmond, wo sie bis 1961 blieb. Spätere Stationen umfassen Fergus Falls und Buffalo.

## Werk
Während und nach ihrer Zeit als aktive Tänzerin wirkte Gertrude G. Bunzel vor allem als Tanzpädagogin. Sie verfasste mehrere Bücher zu Geschichte, Theorie und Praxis des Tanzes und entwickelte auch eine eigene Methode namens Music into Movement. Bereits in Wien hatte sie für ihre pädagogische Arbeit in ihrer eigenen Tanzschule ein eigenes Tanznotationssystem entwickelt. In Amerika wandte sie sich der therapeutischen Anwendung von Tanz für Kinder und Erwachsene mit geistiger oder körperlicher Behinderung zu. Ihre einschlägige Veröffentlichung von 1948 gilt als erste Beschreibung einer Tanztherapie.

## Bücher
- Tanzschrift mit Raum und Musik (Wien, 1936)
- Die synchronistische Musikgeschichte (Wien, 1936/37)
- Educational and Professional Dance (Baltimore, 1943)